# Keizer Frans Jozef-Jubileumtoernooi 1898
Het Keizer Frans Jozef-Jubileumtoernooi dat plaatsvond op 18 november 1898 was een van de eerste grote voetbaltoernooien in Oostenrijk. Het toernooi vond plaats naar aanleiding van het jubileum van keizer Frans Jozef I, die dat jaar 50 jaar op de troon zat.
In totaal namen 12 clubs deel, voornamelijk uit de hoofdstad Wenen. Enkele grote Weense clubs uit die tijd zoals Wiener AC en First Vienna FC namen met 2 teams deel. Plaats van het toernooi was de Hohe Warte, het voetbalcentrum van Oostenrijk op dat moment.
De teams bekampten elkaar in 2 korte helften van 20 minuten, op één voetbalhelft met 6 spelers. Uit krantenberichten en clubgeschiedenissen zijn enkel nog de eerste 4 plaatsen en de laatste bekend. Van enkele wedstrijden zijn nog uitslagen bekend.
Vienna Cricket and Football-Club werd de trotse winnaar voor aartsrivaal First Vienna, Badener AC werd 3de en Wiener FC 1898 4de. De 12de en laatste plaats was weggelegd voor Arbeiter FC, de voorganger van Oostenrijkse topclub Rapid Wien, die toen nog maar pas opgericht was.